# CPU 잠금

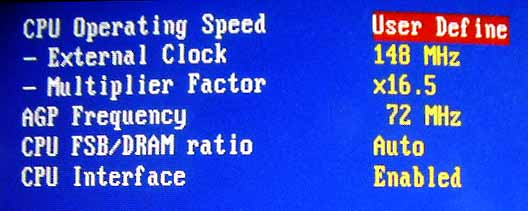
AMD 애슬론 XP 오버클럭킹 바이오스 설정 (메인보드 모델: ABIT NF7-S). 프론트 사이드 버스 주파수 (외부 클럭)는 133 MHz에서 148 MHz로 늘어났으며 클럭 배수 요인은 13.5에서 16.5로 바뀌었다.

CPU 잠금은 CPU 제조업체들이 CPU의 오버클럭을 막기 위하여 클럭 속도를 바꾸지 못하게 잠구어 버리는 것을 말한다. 현재 인텔의 대부분의 프로세서는 CPU 잠금이 걸려있으며 예외적으로 익스트림 제품군과 K버전이 상위 배수 조절을 할 수 있고, AMD 같은 경우
17년도부터 모든제품의 배수락을 해제하여 상위 배수 조절을 할 수 있다

## 같이 보기
- 오버클럭
- CPU-Z
- 오버볼팅